# Gorogaše
Gorogaše – wieś w Bośni i Hercegowinie, w Federacji Bośni i Hercegowiny, w kantonie hercegowińsko-neretwiańskim, w gminie Ravno. W 2013 roku liczyła 17 mieszkańców, z czego większość stanowili Serbowie.